# Bitva u Pelekanonu
V bitvě u Pelekanonu se 10. a 11. června 1329 střetlo byzantské vojsko v čele s císařem Andronikem III. s osmanskými Turky vedenými Orhanem I. Císař se vypravil do Bithýnie, aby prolomil osmanské obležení Nikomédie a Nikaie, avšak byl poražen. Poslední byzantský pokus o udržení severozápadní části Malé Asie tak skončil neúspěchem.